# Comanche (rapper)
Fábio Santos Pereira (Rio de Janeiro, 29 de janeiro de 1974), mais conhecido pelo nome artístico de Comanche, é um rapper, produtor fonográfico e audiovisual brasileiro. 

## Carreira

### Início de carreira
Criado no subúrbio do Rio de Janeiro, Comanche recebeu seu apelido de infância devido ao seu estilo despojado e livre. Iniciou sua carreira musical aos 17 anos, apresentando-se em shows locais, eventos particulares e faculdades, sendo influenciado por bandas clássicas de rock como AC/DC, Iron Maiden, Black Sabbath e Led Zeppelin.

### Primeiro álbum
Em julho de 2004, Comanche lançou seu primeiro álbum intitulado Hip Hop Carioca. O álbum, que contou com a participação de outros artistas do cenário do rap nacional, contém onze faixas, incluindo "Underground", "Festa Hip Hop", "Freestyle no show" e "Fatos Reais". O álbum é conhecido por incorporar uma variedade de estilos musicais, como rap, rock, funk carioca e soul, e abordar temas cotidianos e questões sociais em suas letras.

### Produção Audiovisual
Em julho de 2016, fundou a CR Produções, uma produtora audiovisual com o objetivo de produzir videoclipes para artistas e músicos. Na CR Produções, Comanche vem explorando novas formas de expressão artística e contribuindo para a difusão da cultura hip hop no Brasil.

### Colaborações
Comanche tem colaborado com outros talentos do rap em projetos musicais e videoclipes, contribuindo para o cenário musical. Um dos destaques foi sua contribuição para a trilha sonora do anime "Enigma da Noite", que mostra suas características artísticas e suas influências do rock. Além disso, ele participou do projeto "Nossos Talentos", com a música "Tempo", realizado pela Rede Globo/InterTV.

### Segundo álbum e single
Em maio 2023, o artista lançou seu segundo álbum intitulado Mixtape. Este álbum apresenta uma variedade de influências e aborda temas como superação, amor e a realidade das ruas. O álbum é composto por oito faixas, incluindo "Infância Perdida", "Mulher Divina" e "Transtorno de Personalidade", e conta com participações de outros artistas do rap nacional. No mesmo ano no dia 26 de junho, Comanche lançou o single "Old School", que é uma homenagem a cultura hip hop e suas raízes. O videoclipe da música foi reconhecido com o prêmio Resistência Urbana de melhor vídeo do ano.

### Terceiro álbum e remix
Em 22 de março de 2024, Comanche lançou seu terceiro álbum de estúdio, intitulado Positividade. O álbum contém cinco faixas: Mundo de Terror, Lute, Acredite e Tenha Fé, Positividade, Mar que Encanta e Saber Viver. As canções abordam temas como valorização da vida, superação e esperança.
O videoclipe da faixa Mar que Encanta, lançado simultaneamente ao álbum, destaca a importância da preservação ambiental dos mares. Em 21 de junho de 2024, Comanche lançou uma versão remix da música Lute, Acredite e Tenha Fé, que apresenta uma abordagem inovadora com uma personagem feminina gerada por inteligência artificial.
Em 6 de dezembro de 2024, Comanche recebeu o prêmio 5 Elemento Hip Hop na categoria Single do Ano, em votação popular, pelo trabalho desenvolvido no álbum Positividade.

## Discografia
- Hip Hop Carioca (CD) (2004)
- Mixtape (Mídia Digital) (2023)
- Positividade (Mídia Digital) (2024)

## Videoclipes
- Rap sem assunto (2016)
- Infância perdida (2016)
- Pensamento Livre (2018)
- Paranormal (2021)
- Tempo (2021)
- Fé (2022)
- Saber Viver (2022)
- Iluminado (2022)
- Old School (2023)
- Mar que Encanta (2024)
- Lute, Acredite e Tenha Fé Remix (2024)

## Trilha sonora
- Enigma da Noite (2023)

## Prêmios e Indicações
| Ano  | Prêmio             | Categoria         | Trabalho     | Resultado |
| ---- | ------------------ | ----------------- | ------------ | --------- |
| 2023 | Resistência Urbana | Videoclipe do Ano | Old School   | Venceu    |
| 2024 | 5 Elemento Hip Hop | Single do Ano     | Positividade | Venceu    |